# موریس گیچارد
موریس گیچارد (انگلیسی: Maurice Guichard; ۳ دسامبر ۱۸۸۴ – ۳۰ مهٔ ۱۹۱۵) بازیکن فوتبال اهل فرانسه بود.
از باشگاه‌هایی که در آن بازی کرده‌است می‌توان به اشاره کرد.
وی همچنین در تیم ملی فوتبال فرانسه بازی کرده‌است.